# Foumagnac
Foumagnac est un groupe de musiques humoristique et folklorique français, originaire de Rouen, en Seine-Maritime. Le groupe est composé de trois musiciens : Éric Saunier (fondateur de Foumagnac, auteur compositeur, chant, guitare, accordéon), Jean-Michel Hamès (flûte, Uilleann pipes, guimbarde, cuillères) et Michel Denis (chœur et guitare), qui comptent à leur actif cinq albums, le dernier en date étant T'in bon la ridelle.

## Biographie
Foumagnac est formé en 1998 à Rouen par Éric Saunier, en compagnie du guitariste Gilles Bloquel. La même année, ils jouent en première partie de Matmatah au Sillon à Petit-Couronne. Leur nom évoque une contraction sur les effets de l'Armagnac et « l'ivresse » de leur style musical. Michel Denis, également guitariste du groupe Mission Impossible succède à Gilles Bloquel en juillet 2000 et c’est en mars 2004 que Jean-Michel Hamès rejoint la formation. Le Trio continue à se faire connaître en France sur de nombreuses scènes.
Foumagnac participe au Festival des Terre-Neuvas en 2007. En juin 2012, ils jouent pendant le soir de La Fête de la musique, dans la cour du château Charbonnel, dans la région dijonnaise. Ils joueront aussi à divers lieux comme les Festimusicales de Beg Meil (2006), Is-sur-Tille (2011) et Ciry-le-Noble (2015) avec des groupes comme The Crooks Society, Les Ogres de Barback out Zebda, et des artistes comme Alan Stivell. En 2021, le groupe compte plus de 700 concerts depuis sa formation. Toujours en 2021, Foumagnac anime la veillée de village d'Aure-sur-Mer.

## Style musical et influences
Leur inspiration est imprégnée de l'énergie du groupe The Pogues. Les compositions et chansons d'Éric Saunier sont plus axées sur la chanson française ou ballade folk, pop ou rock. Fort de son expérience au sein des groupes espéranto (musiques du monde), Warriors (reggae) et  Mission Impossible (plusieurs albums reggae rock, révélation aux Francofolies de La Rochelle), Foumagnac diffuse désormais ses textes et musiques dans un style festif. Pour Le Télégramme, leur répertoire musical est « un gigantesque cocktail de chansons françaises souvent peu connues ou oubliées, de folk métissé de musiques celtes, irlandaises et écossaises, et tziganes. »

## Discographie
- Par les dents qui courent
- T'in bon la ridelle
- 2014 : Live 2014